# Jerzy Cienciała (poseł)
Jerzy Cienciała, także Cieńciała (ur. 4 kwietnia 1834 w Mistrzowicach, zm. 5 kwietnia 1913 w Cieszynie) – polski rolnik, działacz narodowy i społeczny na Śląsku Cieszyńskim, poseł do Sejmu Krajowego w Opawie oraz austriackiej Rady Państwa w Wiedniu . Zwany Polskim Królem .

## Życiorys
Urodził się w Mistrzowicach w rodzinie chłopskiej. Był uczniem gimnazjum ewangelickiego w Cieszynie. W 1900 r. ożenił się z Marianną Górniak, filantropką i przedsiębiorczynią, którą finansowała jego działalność polityczno-społeczną. Zmarł w Cieszynie w 1913, został pochowany w Mistrzowicach . 
W latach 1861–1873 pełnił funkcję wójta rodzimych Mistrzowic. Był inicjatorem, założycielem oraz wieloletnim prezesem Towarzystwa Rolniczego dla Księstwa Cieszyńskiego w latach 1870-1912 . W 1871 został wybrany do Sejmu Krajowego Śląskiego, gdzie był posłem do 1884 a następnie w latach 1890-1909. W 1873 zostały wybrany na posła do parlamentu wiedeńskiego, co zostało uznane w Cieszynie za ogromny sukces. Był posłem do austriackiej Rady Państwa V kadencji (4 listopada 1873 – 22 maja 1879) z kurii gmin wiejskich Śląska Cieszyńskiego: Cieszyna, Bielska i Frysztatu. Należał do Koła Polskiego w Wiedniu . 
Oprócz obowiązków poselskich obejmował wiele ważnych miejscowych funkcji. Od 1870 do 1904 był członkiem, a przez szereg lat przewodniczącym cieszyńskiego wydziału drogowego, zaś od 1879 członkiem Rady szkolnej powiatowej.  Był również zarządcą funduszu kontrybucyjnego i członkiem kuratorium szkoły rolniczej w Kocobędzu oraz zimowej szkoły rolniczej w Cieszynie .
W uznaniu jego zasług został mianowany w 1893 członkiem honorowym Towarzystwa rolniczego, zaś w roku 1912 członkiem honorowym czytelni ludowej w Cieszynie. Jego pracę docenił rząd Monarchii Austro-Węgierskiej, który nadał mu podczas jubileuszu 25-lecia Towarzystwa Krzyż Zasługi Cywilnej z koroną, a podczas jubileuszu cesarskiego sam cesarz odznaczył go osobiście Krzyżem Kawalerskim Orderu Franciszka Józefa .